# Pondoland
Pondoland is een historische landstreek, een deel van de Wildkust aan de oostkust van Zuid-Afrika. Het ligt aan de Indische Oceaan in het tegenwoordige district O.R. Tambo in het oosten van de provincie Oost-Kaap. Het belangrijkste centrum is de voormalige havenplaats Port St Johns aan de monding van de Umzimvubu (Nijlpaardrivier).

## Geschiedenis
De oorspronkelijke bevolking bestond uit nomadische San en Khoikhoi. Later vestigden Pondos, die worden gerekend tot het Xhosa-volk, zich in deze streek en trokken de voornoemde San en Khoikhoi zich terug in het hoger gelegen Oost-Griekwaland. In 1867 werd het koninkrijk Pondoland gesplitst in West- en Oost-Pondoland, met de Umzimvubu als grens. Vanaf 1884 werden delen van het gebied door de Britten veroverd en in 1894 werd geheel West- en Oost-Pondoland ingelijfd bij de Britse Kaapkolonie. In 1910 ging de Kaapkolonie op in de Unie van Zuid-Afrika, later de Republiek van Zuid-Afrika.
In de jaren vijftig werden in het kader van de Bantu Authorities Act voorbereidingen getroffen tot het vormen van thuislanden of bantoestans, de zogenaamde grote apartheid. In 1960 kwam de bevolking van Pondoland hiertegen in opstand. Echter in 1963 werd Pondoland een deel van het eerste thuisland Transkei. In 1994 werden de thuislanden opgeheven en werd het gebied van Transkei (en Ciskei) opgenomen in de nieuwe provincie Oost-Kaap.